# I. Arnulf flamand gróf
I. Nagy Arnulf (kb. 885 – 965. március 27.) Flandria harmadik grófja volt. Szülei II. Balduin gróf és felesége, Ælfthryth, Alfréd wessexi király lánya. Nevét a flamand grófi család egyik távoli rokonáról, Metz-i Szent Arnulfról kapta, hogy ezzel is hangsúlyozzák a család kapcsolatát a Karoling-dinasztiával.
Arnulf uralma alatt jelentősen kiterjesztette a flamand grófság határait, és részben vagy egészben ellenőrzése alá vonta Artois, Ponthieu, Amiens, és Ostravent grófságokat. A terjeszkedéshez ügyesen használta ki III. (Együgyű) Károly és a trónkövetelő, I. Róbert közötti konfliktus, illetve később IV. Lajos francia király és nemesurai közötti belharcokat.
Arnulf idejére a viking veszély elmúlt Flandria felől, elsősorban a 891-es Dijle-i menti csatának köszönhetően, és figyelmét a gazdaság felvirágoztatására, illetve a grófság kormányzásának reformjára összpontosíthatta.

## Élete
Születésének pontos ideje és helye nem ismert, de általában 890-re teszik (apja kb. 25 éves volt ekkor).
Arnulf apja, II. Balduin 918-as halála után örökölte meg a Flandria grófja címet. Számos oklevele és törvénye fennmaradt, ahol elődeivel ellentétben a "Flandria márkija" címet használja, bár francia források időnként mint herceget ("princeps") említik. A márki cím a 10. szd-ra már elvesztette korábbi jelentését (vagyis a határ védelmével megbízott gróf, őrgróf) és leginkább a király kegyelmének kifejezésére szolgáló, nem örökölhető cím lett. Ennek megfelelően jellemezte Lothár király mint "királyságunk legnemesebb márkiját: "regni nostri marchio nobilissimus".
Adalelm, Artios grófja 932-ben Noyon mellett meghalt és Arnulf ekkor szerezte meg magának Artois grófságát. Bátyja, Adalolf 933-as halála után örökölte annak címeit is, így Boulogne és Ternois grófja, valamint a Saint-Bertin apátság világi apátja lett. Ezen felül Arnulf nevét megörökítették egy 941. július 8-án kelt oklevélben, mint a genti Saint-Pierre de Gand apátság világi apátját, amely poszton a későbbi I. Róbert frank királyt követte, feltehetően 923-tól. Arnulf reformjainak köszönhetően az apáti tisztséget 941-től Brogne-i Gerárd kapta meg a Saint-Pierre de Gand apátságban, illetve a Saint-Bertin apátságban 945-től.
962. január 1-jén Arnulf fia és 958-tól társuralkodója, III. Balduin meghalt. Halála után a grófi cím örököse a csecsemő Arnulf, Balduin fia lett. Ugyanebben az évben IV. Lajos fia, Lothár francia király közbenjárására Arnulf kibékült unokaöccsével, akit szintén Arnulfnak hívtak és kinek (ismeretlen) bátyját Arnulf gróf meggyilkoltatta. Feltételezhető, hogy ez az unokaöccs a gróf bátyjának, Adalolfnak a fia volt, és a kibékülés következtében a fiatalabb Arnulf hozzájutott jogos örökségéhez, amit bátyja 933-as halálát követően Arnulf gróf elbitorolt. A kiegyezés következtében Arnulf elvesztette az Artois grófja címet is.
Halála után unokája, Arnulf követte a grófi trónon, egy bizonyos Balduin vagy Balzo régens ( – 973) gyámsága alatt, aki vagy Arnulf bátyjának, Adalolfnak vagy Arnulf nagybátyjának, Raoulnak a törvénytelen fia volt.

## Halála
A halál időpontját több, egymástól független forrás is március 27-re teszi, de az évet vagy 964-nek vagy 965-nek adják meg.Az Annales Blandinienses 964. március 27-ét adja meg, a Reims-i Szent Donát története megerősíti a március 27-i dátumot évszám nélkül. Az év meghatározása a források ellentmondásossága miatt nem lehetséges: az Annales Blandinienses 964-et ad meg, ami feltűnik az Ann. Elmarenses), az Ann. Formos., és az Ann. Elnonenses krónikákban is. Azonban egy másik korabeli forrás, a történetíró Flodoard 965-öt említi a gróf halálára.
Emellett a fennmaradt oklevelek is egymásnak ellentmondó információkat tartalmaznak. A Thierry és három másik gróf 964. március 28-ára dátumozott adománylevele Arnulfra, mint elhunytra utal, ami alátámasztja az Annales Blandinienses-ben megadott dátumot. Ennek ellentmond két másik, 964-ben kelt oklevél, amelyek szerint Arnulf még életben volt
Halála után a genti Saint-Pierre de Gand apátságban temették el.

## Családja

### Feleségei
Amennyiben Hildegarde, II. Dirk holland gróf felesége valóban Arnulf (törvényes vagy törvénytelen) gyermeke volt, akkor szinte biztosan egy korábbi házasságból származott, de a feleség kiléte ismeretlen.
Második házasságát 934-ben kötötte, amikor feleségül vette Adèle-t, II. Heribert vermandois-i gróf lányát.

### Gyermekei
Arnulf és Adèle de Vermandois házasságából feltehetően három gyermek született:
- Balduin ( – 962. január 1.), akit két forrás is (Witger és Folcwine) Adèle fiának tüntetett fel.[29] Felesége Mathilde ( – 1009), Hermann szász herceg lánya. Halála előtt apjával közösen uralkodott, lásd még III. Balduin flamand gróf.
- Liutgarde ( – 962. október 15.), férje Wichmann gróf.[30]
- Egbert v. Hecbertus ( – 953. július 10. előtt), Arnulf kisebbik fia és ennek megfelelően bizonyosan Adèle fia.

Mindhárom gyermeket említi egy 953. július 10-ra datált bejegyzés a genti Saint-Pierre de Gand apátság évkönyvéből, amikor már Egbert halott volt, illetve egy lista a Liber Memorialis of Remiremont-ban (ld. lent).

### Feltételezett gyermek
- Hildegarde (? – ?), férje II. Dirk holland herceg

Hildegarde életéről fennmaradt egyetlen megbízható adat, hogy 974. október 2-án még életben volt, amikor ő és férje a genti Saint-Pierre de Gand apátságnak adott adományt, a tanúk fiaik, Egbert és Arnulf voltak. Bár Hildegarde halálának éve sem ismert, férje, Dirk biztosan életben volt még 988. április 1-jén, amikor tanúként jegyezte IV. Balduin flamand gróf egyik okiratát, halálát 988-ra adja meg az Annales Egmundani
Hildegarde-ot semmilyen közvetlen bizonyíték nem kapcsolja Arnulf-hoz. Közvetett bizonyíték, hogy fiaikat Arnulfnak (később Hollandia hercege) és Egbertnek (később Trier érseke) nevezték. Arnulf egy elterjedt név volt a Kartolingok között, míg Egbert egy meglehetősen ritka név volt a korabeli Németalföldön, mindkettő közvetve Arnulf flamand gróf családjára utal. Ehhez jön, hogy Dirk (v. Theodericus) gróf neve meglehetősen gyakran feltűnik a genti Saint-Pierre de Gand apátság okirataiban Arnulf uralkodása, illetve unokája, II. Arnulf kiskorúsága alatt.
Hildegarde-t elsősorban kronológiai okokból származtatják Arnulf egy korábbi házasságából. Fia, Egbert 977-ben lett Trèves érseke, amit nem volt lehetséges az apostoli 30 év betöltése előtt, vagyis Egbert valamikor 947-ben vagy korábban született. Mivel Arnulf és Adèle 934-ben kelt egybe, Hildegarde nem születhetett ebből a házasságból. Vagyis ha a közvetett bizonyíték alapján Hildegarde-t elfogadjuk Arnulf lányának, csakis egy korábbi házasságból születhetett.
A Liber Memorialis of Remiremont a 24. fólión a következő neveket tartalmazza: "Arnulfus, Balduinus, Adela, Leudgart, Hildigart, Ecbert" Bár ehhez hasonló listák általában nem utalnak semmilyen közvetlen rokonságra, de az első négy név Arnulf és fia, Balduin, felesége Adèle és lánya, Liutgard, míg a hatodik név kisebbik fia, Egbert, vagyis a lista erőteljesen utal arra, hogy Hildegarde a grófi család tagja volt.
A Holland Történeti Intézet bejegyzése Hildegarde-ot mint Arnulf és Adèle lányát tünteti fel, születési évére 936/937-t, halálának 975/980-at ad meg. Ennek alapján Hildegarde 12 éves volt, amikor 948 vagy 949-ben férjhez adták, és röviddel azután megszületett két fia, ami a kor normáihoz képest is korai, de nem elképzelhetetlen.